# نئوم

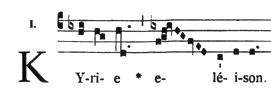
بخشی از کیری الیسون یازدهم از لیبر اوسوالیس. بشنوید.

نئوم (انگلیسی: neume) یا نت‌نویسی مربعی یک روش ابتدایی برای نت‌نویسی بود که پیش از ابداع پنج خط حامل در اروپا رواج داشت. نئوم‌های اولیه به طور دقیق نت یا ضرب‌اهنگ را مشخص نمی‌کردند اما به تدریج با تکمیل این روش نت‌نویسی، امکان نمایش زیروبمی نت‌ها و فاصله بین آن‌ها میسر شد. به مرور با کمک چهار خط حامل، این نت‌نویسی بیشتر پیشرفت کرد، و نمادهای بیشتری نیز برای اشاره به جمله‌بندی موسیقی، دیرند قطعه، یا تندای آن در کنار نئوم‌ها درج شد.
از نئوم‌ها در موسیقی قرون وسطی استفاده می‌شد و امروزه نیز برای موسیقی مبتنی بر روش ساده‌خوانی کاربرد دارد.